# متنزه سونكن ميدو الحكومي
متنزّه سونكن ميدو الحكومي، المعروف أيضًا باسم حاكم ألفريد إي متنزّه سميث الحكومي، تبلغ مساحته 1.287فدان و (5.21) كم مربع ويقع المتنزّه الحكومي في بلدة سميثتاون في مقاطعة سوفولك، نيويورك على الشاطئ الشمالي من لونغ آيلاند. ويمكن الوصول إليه عبر متنزّه سونكن ميدو الحكومي ، يحتوي متنزّه سنوكن ميدو الحكومي على ملعب جولف مكون من 27 حفرة وفي متنزّه سونكن ميدو الحكومي دروس لتعليم الجولف

## وصف الحديقة

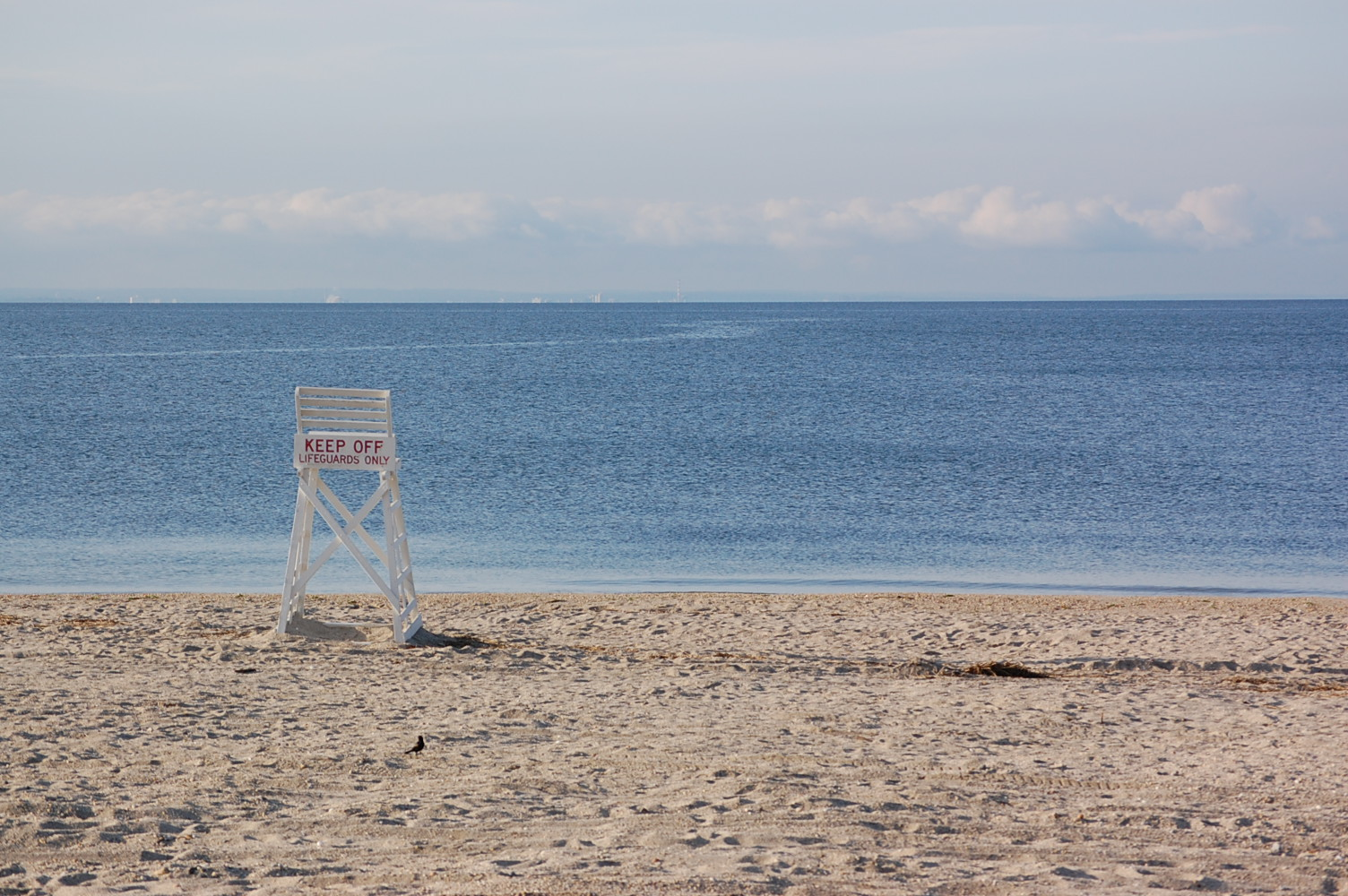
الشاطئ في متنزّه سونكن ميدو الحكومي

متنزّه سونكن ميدو الحكومي مفتوح طوال العام من شروق الشمس إلى غروبها. تشمل ميزات المتنزّه 3 ميل (4.8كم) من الشواطئ في لونغ آيلاند ساوند، وممشى خشبي بطول ثلاثة ارباع اميال 12 كم و 6 ميل (9.7)من مسارات التنزه والمشي لمسافات طويله و يوجد مرافق لركوب الدراجات وركوب الخيل والرياضات المائية والاستجمام العام والاسترخاء. تتوفر أيضًا الملاعب وملاعب الكرة اللينة وملاعب كرة القدم في المتنزّه. ويوجد مكان لاقامة حفلات الزفاف والمناسبات وهو معروف باسم «الجناح» خلال فصل الصيف
يضم ملعب سونكن ميدو الحكومي للجولف
27 حفرة يمكن لعبها إما على شكل تسعة حفر أو على شكل 18حفرة، بالإضافة إلى ميدان قيادة ومساحات خضراء. شاسعه وتم إنشاء أول ملعبين من تسعة حفر، باللون الأحمر والأخضر، في عام 1962، تلاهما الملعب الأزرق في عام 1964. تم تصميم الملاعب الثلاثة من قبل شخص يدعى لفريد تال. يوجد بار ومطعم للوجبات الخفيفة بالقرب من الملعب وهو مفتوح للعامه.

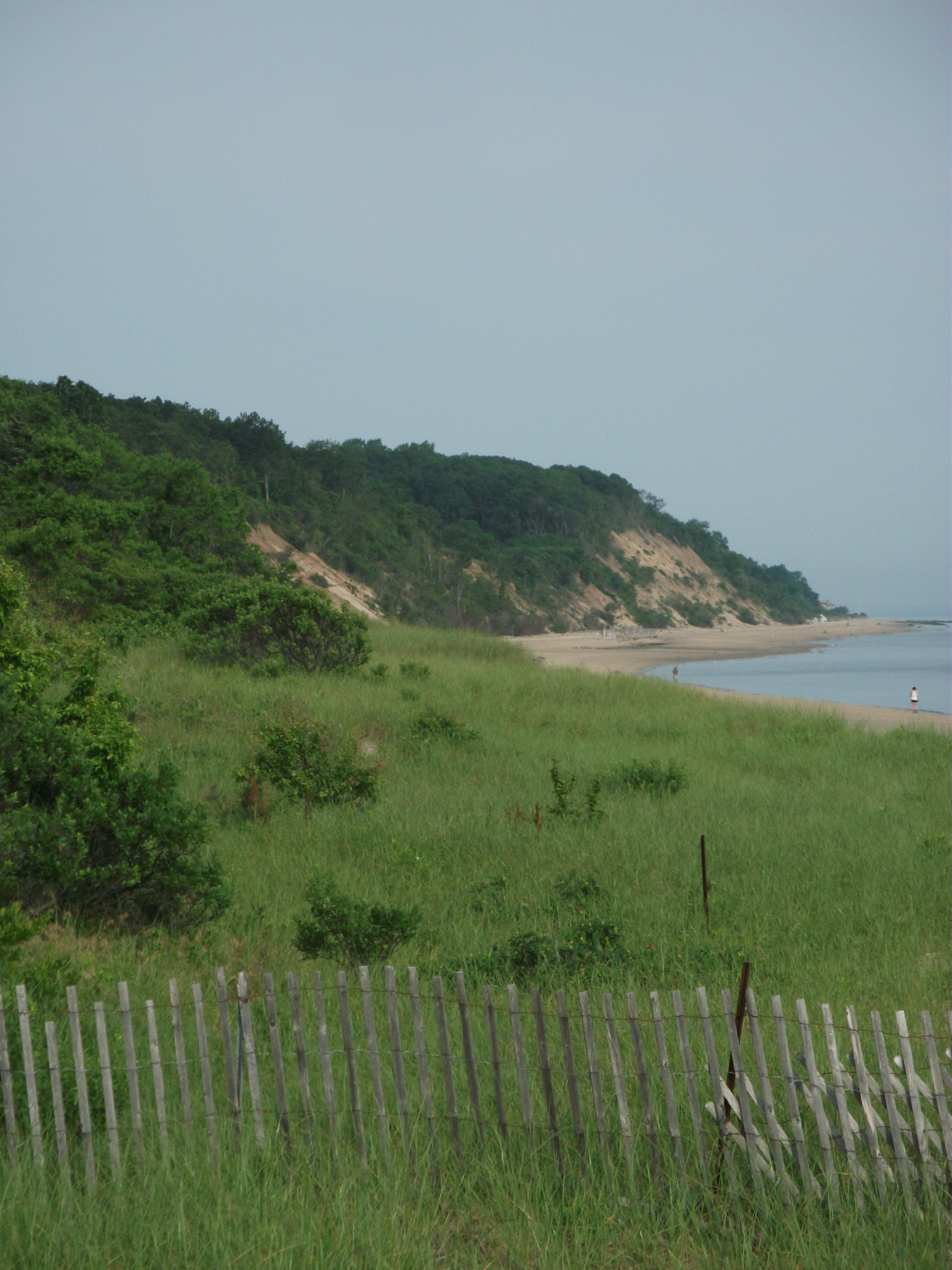
ساحل وشاطئ في متنزّه سونكن ميدو الحكومي

تُستخدم أراضي المتنزّه كمكان للجري في الضاحية، وتستضيف المسابقات للفرق عبر البلاد من المدارس الثانوية المحلية ونوادي العدائين. يعتبر المضمار الذي يبلغ طوله خمسة كيلومترات، والذي يحمل اسم «تل القلب»، واحد من أصعب المضامير في البلاد في الولايات المتحدة ولا يمكن الفوز فيه بسهوله
ويبلغ طول ممر المشاة في هذه الجزيرة 31ميل (50)كم ويربط بين متنزّه سونكن ميدو الحكومي ومتنزّه دولة المحار